# Centerboardjacht

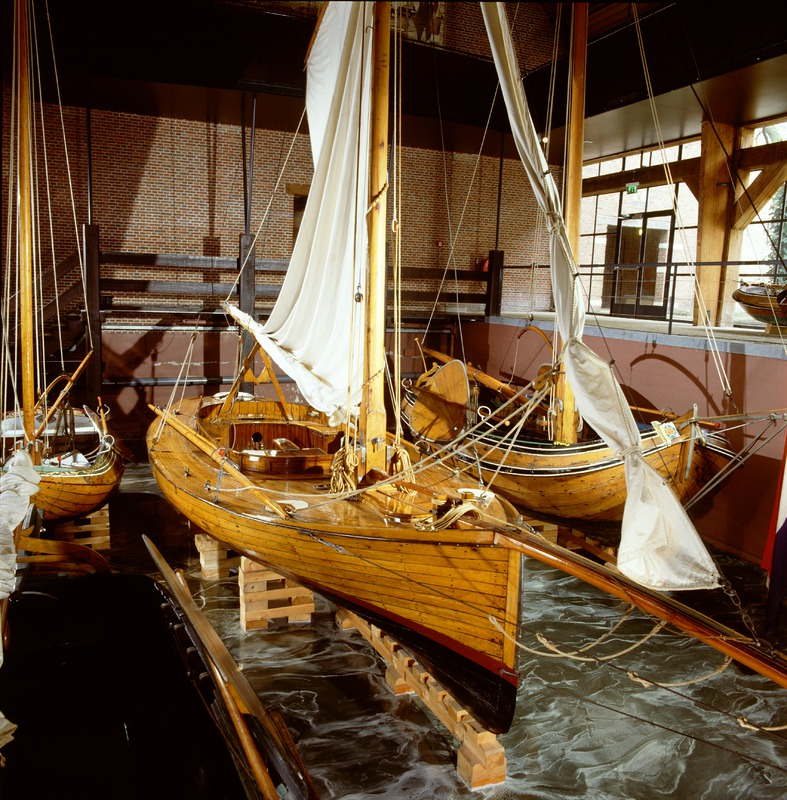
Midzwaardjacht, collectie Zuiderzeemuseum

Het midzwaardjacht of 'centerboard' is een rank gebouwd scherp model zeiljacht met een beweegbare kiel in het midden van het schip. Het werd voor het eerst ontwikkeld in Amerika als wedstrijdschip. In 1846 werd dit type schip in Nederland ingevoerd. Niet lang daarna werden dergelijke schepen in Nederland nagebouwd.
In de collectie van het Zuiderzeemuseum bevindt zich de centerboard 'Wilhelmina' vrijwel van geheel van eikenhout gebouwd door Momburg in 1872. Het vaartuig was voorzien van een ijzeren roer en ijzeren helmstok, Amerikaans grenen mast met ijzeren tegenwicht en een houten kajuit-opbouwsel met snijwerk aan zijn buitenstijlen. Het schip voerde een grootzeil, stagfok, jager en stormfok. Het totale zeiloppervlak bedroeg ca. 100 m².